# Saxifraga zhidoensis
Saxifraga zhidoensis är en stenbräckeväxtart som beskrevs av J.T. Pan. Saxifraga zhidoensis ingår i Bräckesläktet som ingår i familjen stenbräckeväxter. Inga underarter finns listade i Catalogue of Life.